# Derecske
Derecske je mesto na Madžarskem, ki upravno spada pod podregijo Derecske–Létavértesi Županije Hajdú-Bihar.